# Echinomastus
Echinomastus  ( care înseamnă " piept spinos) este un gen de cactus. Sunt nativi din partea de sud a Statelor Unite și Mexic.

## Specii
- Echinomastus intertextus
- Echinomastus johnsonii
- Echinomastus unguispinus